# Trichophyton schoenleinii
Il Trichophyton schoenleinii è una specie di funghi parassita dell'uomo appartenente ai Monialiali (Deuteromiceti); è l'agente eziologico della tigna favosa. Fu scoperto nel 1839 da Johann Lucas Schönlein.

## Collegamenti esterni

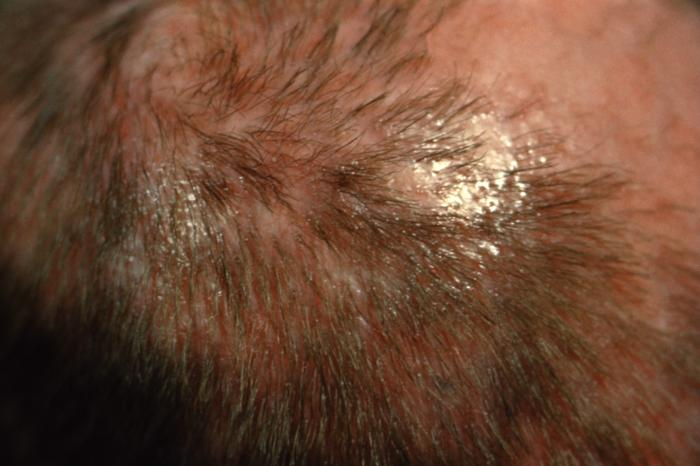
Favo, forma cronica di tinea capitis sullo scalpo di un paziente causato da T. schoenleinii